# Bosset
Pour les articles homonymes, voir Bosset (homonymie).
Bosset est une commune française située dans le département de la Dordogne, en région Nouvelle-Aquitaine.

## Géographie

### Généralités
Dans le quart sud-ouest du département de la Dordogne, Bosset est une commune située dans l'aire d'attraction de Bergerac, au cœur de la forêt du Landais.
À 400 mètres au sud-est de la source de la Lidoire et traversé par la route départementale 16, le petit bourg de Bosset se situe, en distances orthodromiques, dix kilomètres au sud de Mussidan et quinze kilomètres au nord-ouest du centre-ville de Bergerac.

### Communes limitrophes
Bosset est limitrophe de cinq autres commues.
| Saint-Géry |                          | Les Lèches |
|            | Bosset                   |            |
| Fraisse    | Saint-Georges-Blancaneix | Lunas      |

### Géologie et relief

#### Géologie
Situé sur la plaque nord du Bassin aquitain et bordé à son extrémité nord-est par une frange du Massif central, le département de la Dordogne présente une grande diversité géologique. Les terrains sont disposés en profondeur en strates régulières, témoins d'une sédimentation sur cette ancienne plate-forme marine. Le département peut ainsi être découpé sur le plan géologique en quatre gradins différenciés selon leur âge géologique. Bosset est située dans le quatrième gradin à partir du nord-est, un plateau formé de dépôts siliceux-gréseux et de calcaires lacustres de l'ère tertiaire.
Les couches affleurantes sur le territoire communal sont constituées de formations superficielles du Quaternaire et de roches sédimentaires datant du Cénozoïque. La formation la plus ancienne, notée e5-6, est la formation de Guizengeard supérieur (Lutétien supérieur à Bartonien supérieur continental). La formation la plus récente, notée CF, fait partie des formations superficielles de type colluvions indifférenciées sablo-argileuses et argilo-sableuses. Le descriptif de ces couches est détaillé dans  les feuilles « no 805 - Sainte-Foy-la-Grande » et « no 806 - Bergerac » de la carte géologique au 1/50 000 de la France métropolitaine, et leurs notices associées,.

Carte géologique de Bosset.

#### Relief et paysages

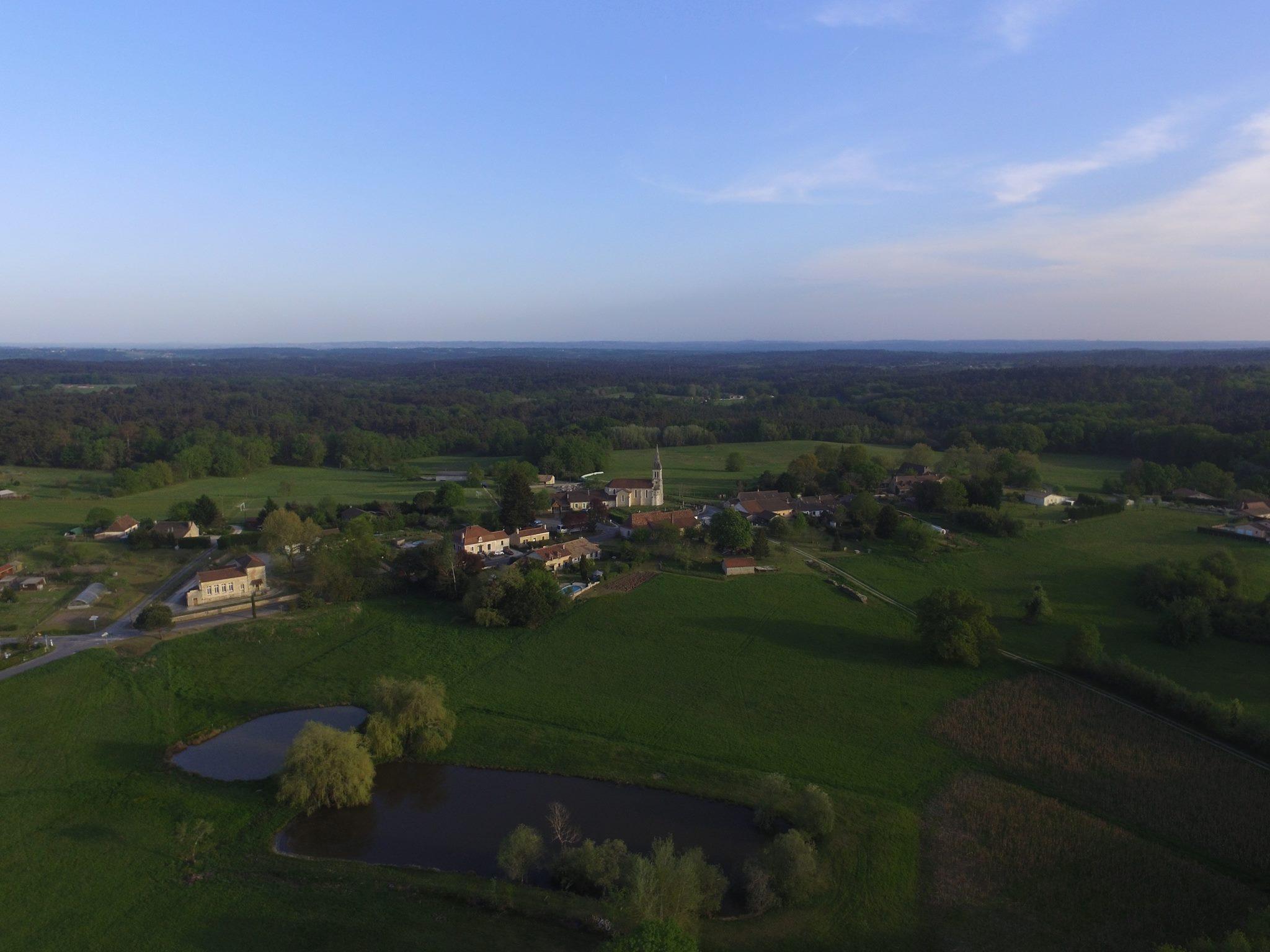
Vue aérienne du bourg entouré par les champs.

Le département de la Dordogne se présente comme un vaste plateau incliné du nord-est (491 m, à la forêt de Vieillecour dans le Nontronnais, à Saint-Pierre-de-Frugie) au sud-ouest (2 m à Lamothe-Montravel). L'altitude du territoire communal varie quant à elle entre 69 m et 146 m,.
Dans le cadre de la Convention européenne du paysage entrée en vigueur en France le 1er juillet 2006, renforcée par la loi du 8 août 2016 pour la reconquête de la biodiversité, de la nature et des paysages, un atlas des paysages de la Dordogne a été élaboré sous maîtrise d’ouvrage de l’État et publié en octobre 2020. Les paysages du département s'organisent en huit unités paysagères et 14 sous-unités. La commune fait partie du Landais, au sein de l'unité de paysage « La Double et le Landais », deux plateaux ondulés, dont la pente générale descend de l'est vers l'ouest. À l'est, les altitudes atteignent ainsi les 200 m pour les plus élevées (206 m au sud de Vallereuil). Vers l'ouest, le relief s’adoucit et les altitudes maximales culminent autour des 100 mètres. Les paysages sont forestiers aux horizons limités, avec peu de repères, ponctués de clairières agricoles habitées.
La superficie cadastrale de la commune publiée par l'Insee, qui sert de référence dans toutes les statistiques, est de 14,52 km2,,. La superficie géographique, issue de la BD Topo, composante du Référentiel à grande échelle produit par l'IGN, est quant à elle de 14,63 km2.

### Hydrographie

#### Réseau hydrographique
La commune est située dans le bassin de la Dordogne au sein du Bassin Adour-Garonne. Elle est drainée par la Lidoire, le ruisseau du Vert et par divers petits cours d'eau, qui constituent un réseau hydrographique de 15 km de longueur totale,.
La Lidoire, d'une longueur totale de 49,46 km, prend sa source dans la commune, au nord-est du bourg, et se jette en rive droite de la Dordogne en limite de Castillon-la-Bataille et Lamothe-Montravel, face à Mouliets-et-Villemartin,. Elle arrose le territoire communal sur plus de trois kilomètres dont près d'un kilomètre et demi en limite de Saint-Géry et de Fraisse.
Prenant sa source en limite de Bosset et de Saint-Georges-Blancaneix, le ruisseau du Vert, affluent de rive droite de l'Eyraud, baigne le sud de la commune sur deux kilomètres dont plus d'un kilomètre sert de limite naturelle face à Saint-Georges-Blancaneix et à Lunas, en deux tronçons.

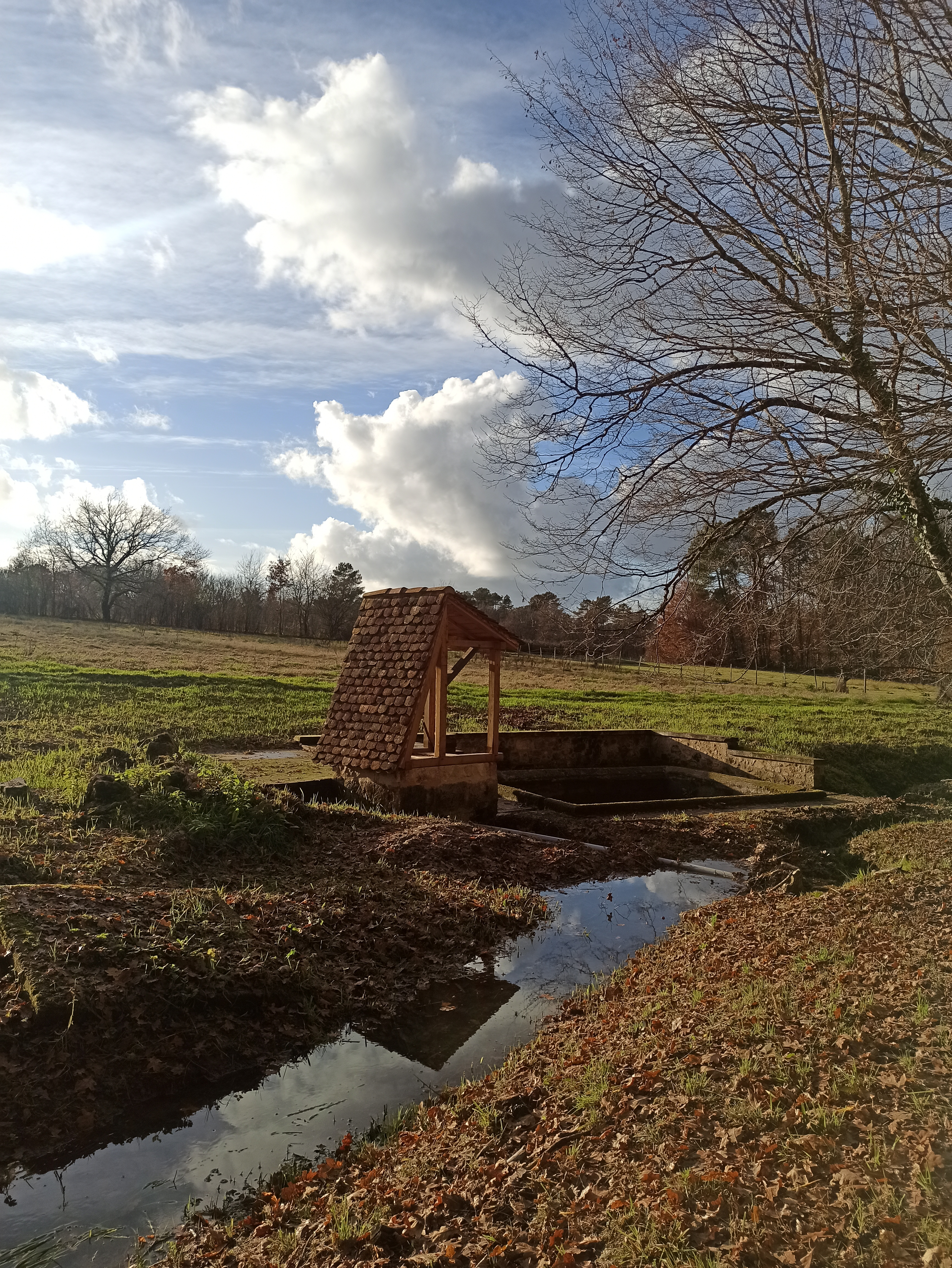
La source de la Lidoire à Bosset.
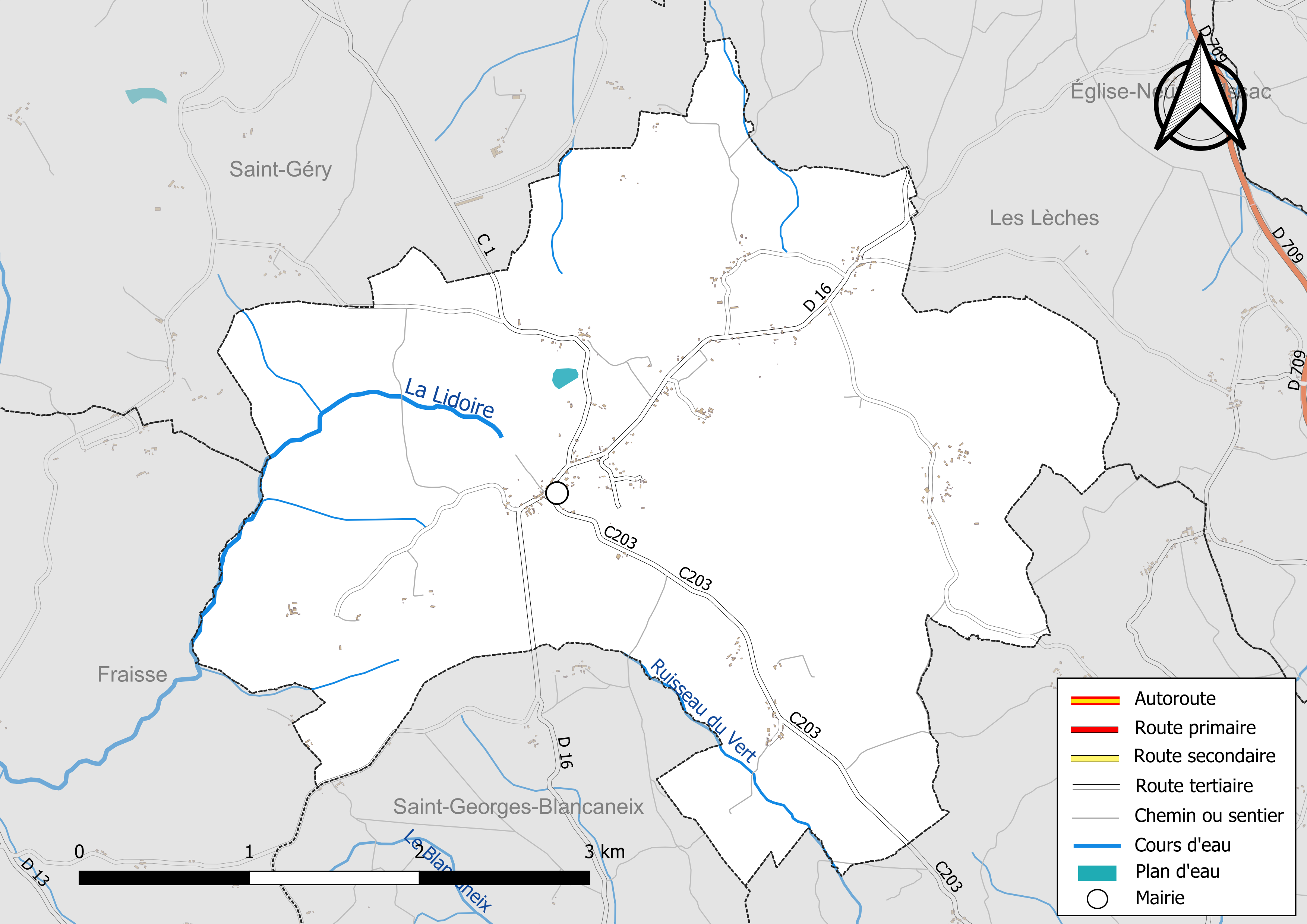
Réseaux hydrographique et routier de Bosset.
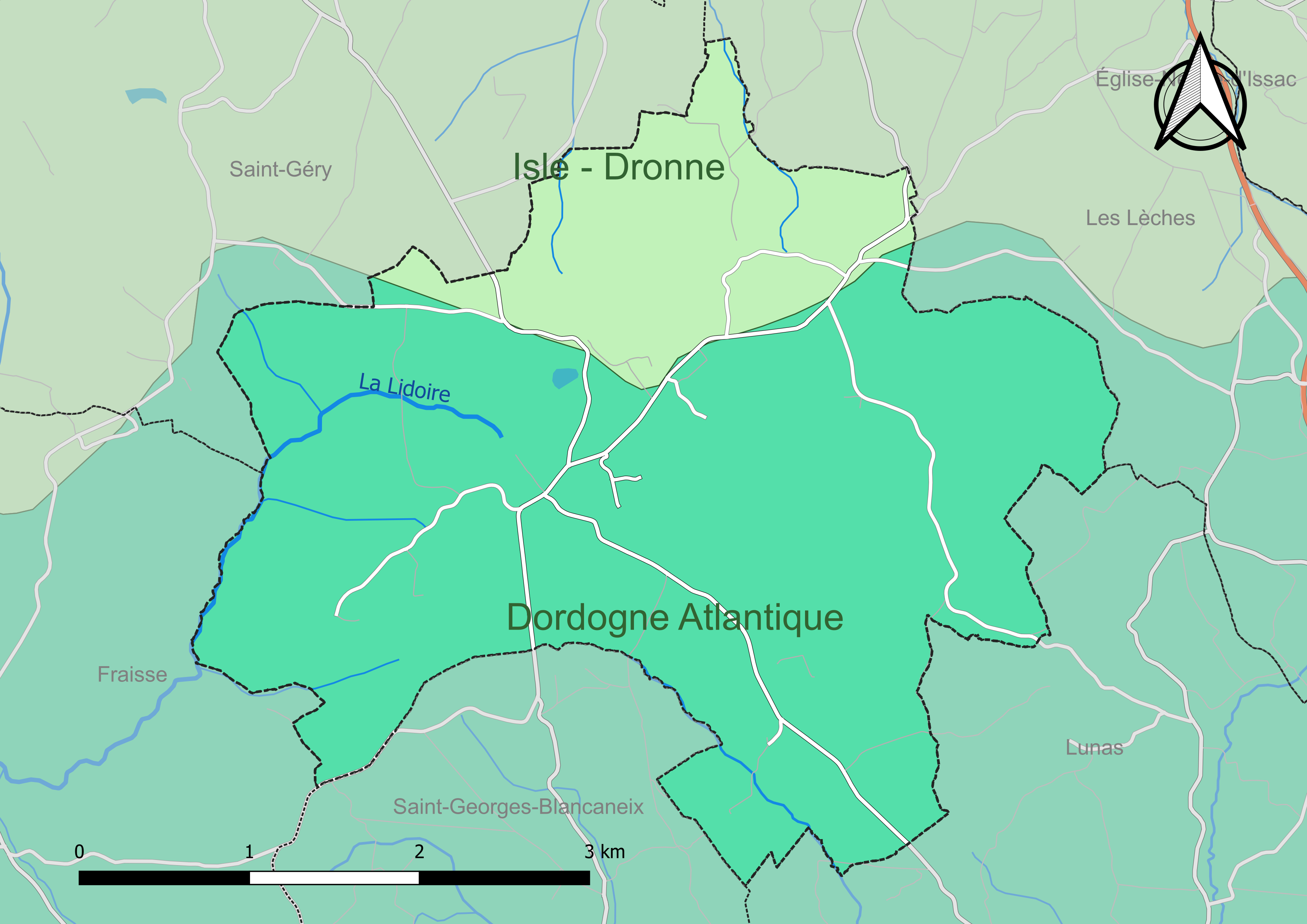
Carte des schémas d'aménagement et de gestion des eaux (SAGE) couvrant le territoire communal de Bosset.

#### Gestion et qualité des eaux
Le territoire communal est couvert par les schémas d'aménagement et de gestion des eaux (SAGE) « Dordogne Atlantique » et « Isle - Dronne ». Le SAGE « Dordogne Atlantique », dont le territoire correspond au sous‐bassin le plus aval du bassin versant de la Dordogne (aval de la confluence Dordogne - Vézère)., d'une superficie de 2 700 km2 est en cours d'élaboration. La structure porteuse de l'élaboration et de la mise en œuvre est l'établissement public territorial de bassin de la Dordogne (EPIDOR). Le SAGE « Isle - Dronne », dont le territoire regroupe les bassins versants de l'Isle et de la Dronne, d'une superficie de 7 500 km2, a été approuvé le 2 août 2021. La structure porteuse de l'élaboration et de la mise en œuvre est également l'EPIDOR. Ils définissent chacun sur leur territoire les objectifs généraux d’utilisation, de mise en valeur et de protection quantitative et qualitative des ressources en eau superficielle et souterraine, en respect des objectifs de qualité définis dans le troisième SDAGE  du Bassin Adour-Garonne qui couvre la période 2022-2027, approuvé le 10 mars 2022.
Plus de 80 % du territoire communal dépend du SAGE Dordogne Atlantique ; au nord, la partie restante qui correspond au bassin versant de la Beauronne est rattachée au SAGE Isle - Dronne.
La qualité des eaux de baignade et des cours d’eau peut être consultée sur un site dédié géré par les agences de l’eau et l’Agence française pour la biodiversité.

### Climat
Pour des articles plus généraux, voir Climat de la Nouvelle-Aquitaine et Climat de la Dordogne.
Historiquement, la commune est exposée à un climat océanique aquitain.  
En 2020, Météo-France publie une typologie des climats de la France métropolitaine dans laquelle la commune est exposée à un climat océanique et est dans la région climatique  Aquitaine, Gascogne, caractérisée par une pluviométrie abondante au printemps, modérée en automne, un faible ensoleillement au printemps, un été chaud (19,5 °C), des vents faibles, des brouillards fréquents en automne et en hiver et des orages fréquents en été (15 à 20 jours).
Pour la période 1971-2000, la température annuelle moyenne est de 12,7 °C, avec  une amplitude thermique annuelle de 15,3 °C. Le cumul annuel moyen de précipitations est de 864 mm, avec 11,8 jours de précipitations en janvier et 7 jours en juillet. Pour la période 1991-2020, la température moyenne annuelle observée sur la station météorologique la plus proche, située sur la commune de Bergerac à 15 km à vol d'oiseau, est de 13,2 °C et le cumul annuel moyen de précipitations est de 792,9 mm,. Pour l'avenir, les paramètres climatiques de la commune estimés pour 2050 selon différents scénarios d’émission de gaz à effet de serre sont consultables sur un site dédié publié par Météo-France en novembre 2022.

## Urbanisme

### Typologie
Au 1er janvier 2024, Bosset est catégorisée commune rurale à habitat très dispersé, selon la nouvelle grille communale de densité à 7 niveaux définie par l'Insee en 2022.
Elle est située hors unité urbaine. Par ailleurs la commune fait partie de l'aire d'attraction de Bergerac, dont elle est une commune de la couronne,. Cette aire, qui regroupe 73 communes, est catégorisée dans les aires de 50 000 à moins de 200 000 habitants,.

### Occupation des sols
L'occupation des sols de la commune, telle qu'elle ressort de la base de données européenne d’occupation biophysique des sols Corine Land Cover (CLC), est marquée par l'importance des forêts et milieux semi-naturels (71,6 % en 2018), en augmentation par rapport à 1990 (70,7 %). La répartition détaillée en 2018 est la suivante : 
forêts (70,8 %), zones agricoles hétérogènes (22,7 %), prairies (5,7 %), milieux à végétation arbustive et/ou herbacée (0,8 %). L'évolution de l’occupation des sols de la commune et de ses infrastructures peut être observée sur les différentes représentations cartographiques du territoire : la carte de Cassini (XVIIIe siècle), la carte d'état-major (1820-1866) et les cartes ou photos aériennes de l'IGN pour la période actuelle (1950 à aujourd'hui).

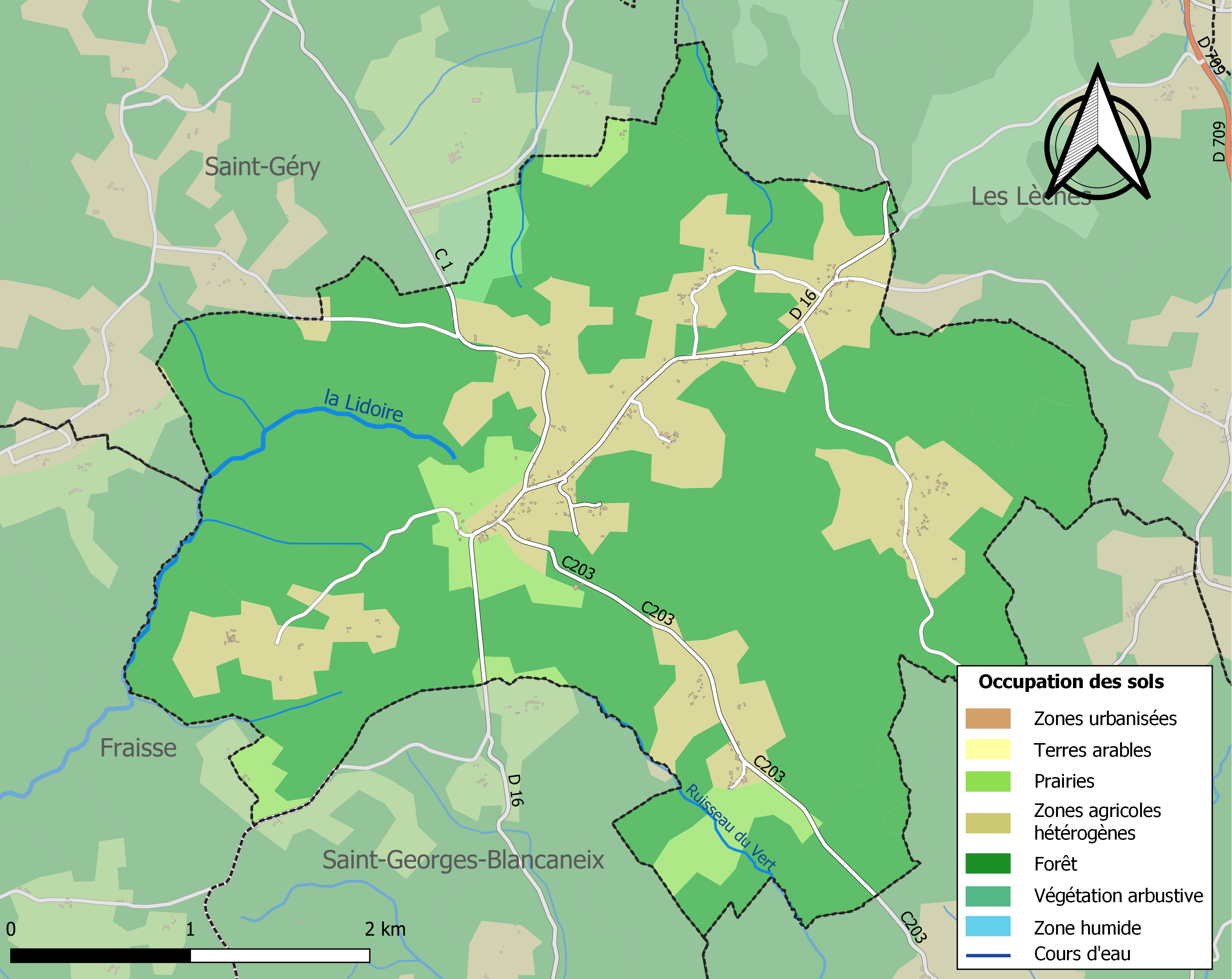
Carte des infrastructures et de l'occupation des sols de la commune en 2018 (CLC).

### Villages, hameaux et lieux-dits
Outre le petit bourg de Bosset proprement dit, le territoire se compose d'autres villages ou hameaux, ainsi que de lieux-dits :
- les Bardis
- Bas Bonnetias
- Chabrouillas
- Claud de Bardis
- Claud de Francey
- le Claud de Martory
- Claud des Notaires
- les Combes
- la Coudrière
- Fontaine de la Lidoire
- Fontaine du Loup
- Fontaine de Morand
- les Fontenelles
- le Grand Claud
- le Grand Rieux
- la Grationie
- Haut Bonnetias
- le Jarry
- les Landes
- les Maronnies
- le Ménichou
- Monzu
- le Moulin
- la Mouthète
- le Neypouiller
- Puy Audry
- Roquepine
- les Tuquets
- les Vignaux.

### Prévention des risques
Le territoire de la commune de Bosset est vulnérable à différents aléas naturels : météorologiques (tempête, orage, neige, grand froid, canicule ou sécheresse), feux de forêts, mouvements de terrains et séisme (sismicité très faible). Un site publié par le BRGM permet d'évaluer simplement et rapidement les risques d'un bien localisé soit par son adresse soit par le numéro de sa parcelle.
Bosset est exposée au risque de feu de forêt. L’arrêté préfectoral du 14 mars 2013 fixe les conditions de pratique des incinérations et de brûlage dans un objectif de réduire le risque de départs d’incendie. À ce titre, des périodes sont déterminées : interdiction totale du 15 février au 15 mai et du 15 juin au 15 octobre, utilisation réglementée du 16 mai au 14 juin et du 16 octobre au 14 février. En septembre 2020, un plan inter-départemental de protection des forêts contre les incendies (PidPFCI) a été adopté pour la période 2019-2029,.

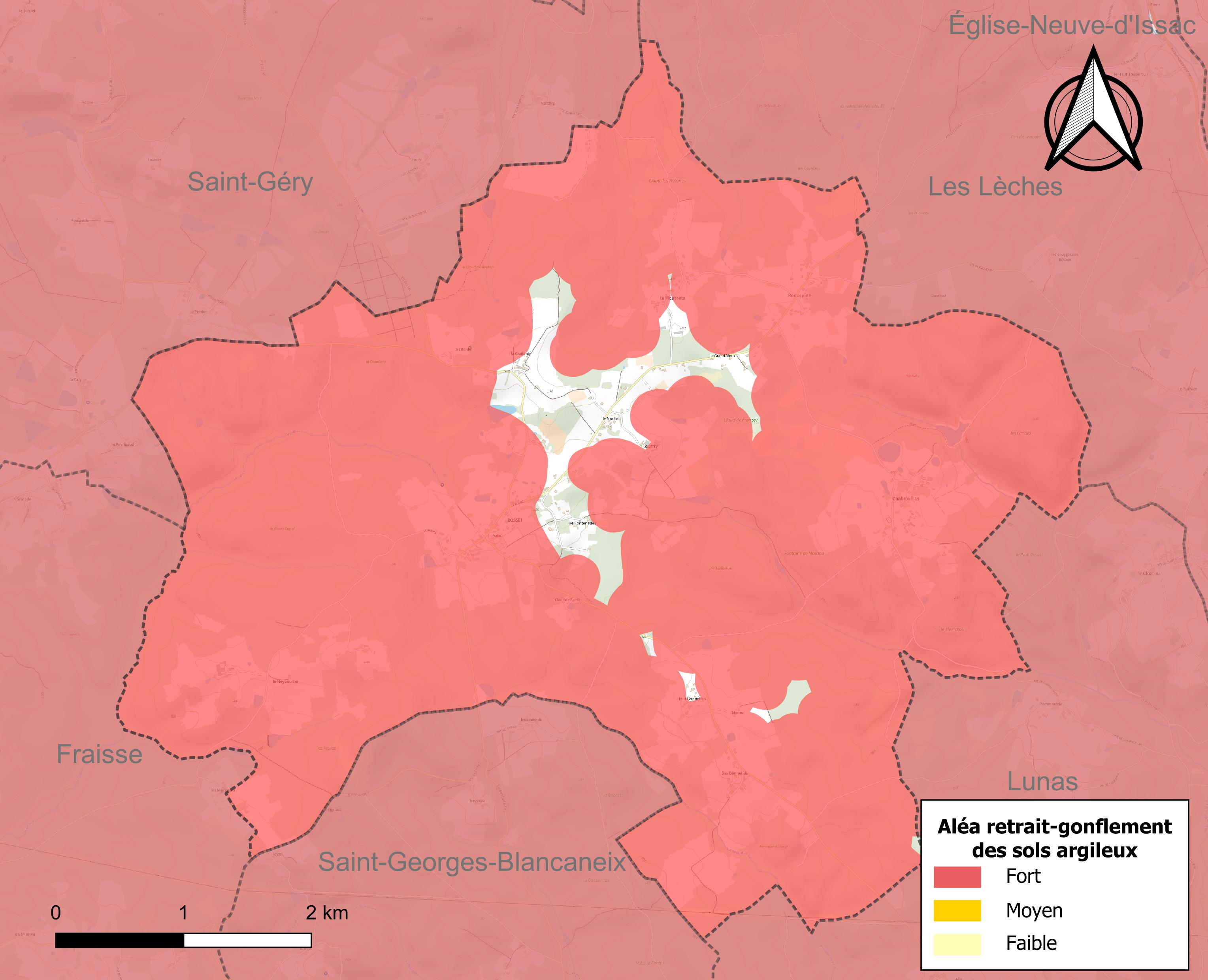
Carte des zones d'aléa retrait-gonflement des sols argileux de Bosset.

Les mouvements de terrains susceptibles de se produire sur la commune sont des tassements différentiels. Le retrait-gonflement des sols argileux est susceptible d'engendrer des dommages importants aux bâtiments en cas d’alternance de périodes de sécheresse et de pluie. 94,5 % de la superficie communale est en aléa moyen ou fort (58,6 % au niveau départemental et 48,5 % au niveau national métropolitain). Depuis le 1er octobre 2020, en application de la loi ÉLAN, différentes contraintes s'imposent aux vendeurs, maîtres d'ouvrages ou constructeurs de biens situés dans une zone classée en aléa moyen ou fort,.
La commune a été reconnue en état de catastrophe naturelle au titre des dommages causés par les inondations et coulées de boue survenues en 1982 et 1999, par la sécheresse en 2011 et par des mouvements de terrain en 1999.

## Toponymie
En occitan, la commune porte le nom de Bòsc Sec.

## Histoire
Sur le plan historique, c'est dans un pouillé du XIIIe siècle qu'est cité, pour la première fois dans un texte, le nom de cette paroisse sous la forme de Borses. Ce n'est que dans le procès-verbal de Pierre Mortier qu'apparaît le nom latin d'où dérive le nom actuel : Bos Siccus : le bois sec. En 1744, apparaît un curieux Bossuet.
Le patron de la paroisse est Saint Jacques le Majeur, il a pour symbole une coquille.
La municipalité s'est donc dotée d'un blason d'or à un arbre sec de sable, au chef d'azur chargé d'une coquille Saint Jacques d'argent représentant ainsi son saint patron et l'origine de son nom.
Jusqu'à la Grande Guerre une importante foire aux bestiaux s'y déroulait le 1er mardi des mois de février, mars, avril, mai et septembre. On y vendait dans la cour de l'école des limousines et des garonnaises dites blondes d'Aquitaine venant des vallées de la Dronne et de l'Isle. Les porcelets étaient route de Lunas, les moutons sur la place à côté de l'actuelle épicerie et les mercantis le long du mur du cimetière.

## Politique et administration

### Rattachements administratifs et électoraux
Dès 1790, la commune de Bosset est rattachée au canton des Leches qui dépend du district de Montpon, renommé en district de Mussidan, jusqu'en 1795, date de suppression des districts. Lorsque ce canton est supprimé par la loi du 8 pluviôse an IX (28 janvier 1801)  portant sur la « réduction du nombre de justices de paix », la commune est rattachée au canton de Laforce dépendant de l'arrondissement de Bergerac.
Dans le cadre de la réforme de 2014 définie par le décret du 21 février 2014, ce canton disparaît aux élections départementales de mars 2015. La commune est alors rattachée au canton du Pays de la Force.

### Intercommunalité
Fin 2001, Bosset intègre dès sa création la communauté de communes Dordogne-Eyraud-Lidoire. Celle-ci est dissoute au 31 décembre 2012 et remplacée au 1er janvier 2013 par la communauté d'agglomération bergeracoise. Celle-ci fusionne avec la communauté de communes des Coteaux de Sigoulès au 1er janvier 2017 pour former la nouvelle communauté d'agglomération bergeracoise.

### Administration municipale
La population de la commune étant comprise entre 100 et 499 habitants au recensement de 2017, onze conseillers municipaux ont été élus en 2020,.

### Liste des maires
| Période                                  | Période   | Identité                                                              | Étiquette | Qualité     |
| ---------------------------------------- | --------- | --------------------------------------------------------------------- | --------- | ----------- |
| Les données manquantes sont à compléter. |           |                                                                       |           |             |
|                                          |           |                                                                       |           |             |
| 1881                                     | 1884      | Erostène Augiéras                                                     |           |             |
| 1884                                     | 1896      | Jean Baptiste Grelety                                                 |           |             |
| 1896                                     | 1908      | Théodore Dunogier                                                     |           |             |
| 1908                                     | 1916      | Lucien Manthet                                                        |           |             |
| 1916                                     | 1919      | Augustin Pervieux (maire remplaçant suite décès)                      |           |             |
| 1919                                     | 1926      | Jean Joseph Grelety                                                   |           |             |
| 1926                                     | 1929      | Charles Blondy                                                        |           |             |
| 1929                                     | 1935      | Théodore Dunogier                                                     |           |             |
| 1935                                     | 1939      | Jean Lescure                                                          |           |             |
| 1939                                     | 1941      | Zoel Chagnaud (maire remplaçant suite mobilisation du maire et décès) |           |             |
| 1941                                     | 1961      | Louis Clament                                                         |           |             |
| 1961                                     | 1977      | Roger Clament                                                         |           |             |
| 1977                                     | 1983      | Rodolphe Besse                                                        |           |             |
| 1983                                     | mars 2008 | Jean-Pierre Besse                                                     |           | Agriculteur |
| mars 2008 (réélu en mai 2020)            | En cours  | Didier Gouze                                                          | PS        |             |

## Équipements et services publics

### Justice
Dans le domaine judiciaire, Bosset relève : 
- du tribunal judiciaire, du tribunal pour enfants, du conseil de prud'hommes et du tribunal de commerce de Bergerac ;
- du pôle Nationalité du tribunal judiciaire de Périgueux (compétent uniquement dans le domaine de la nationalité) ;
- de la cour d'appel, du tribunal administratif et de la  cour administrative d'appel de Bordeaux.

## Population et société

### Démographie
Les habitants de Bosset se nomment les Bossetois.
L'évolution du nombre d'habitants est connue à travers les recensements de la population effectués dans la commune depuis 1793. Pour les communes de moins de 10 000 habitants, une enquête de recensement portant sur toute la population est réalisée tous les cinq ans, les populations de référence des années intermédiaires étant quant à elles estimées par interpolation ou extrapolation. Pour la commune, le premier recensement exhaustif entrant dans le cadre du nouveau dispositif a été réalisé en 2006.

En 2022, la commune comptait 233 habitants, en évolution de +9,91 % par rapport à 2016 (Dordogne : +0,37 %, France hors Mayotte : +2,11 %).
| 1793 | 1800 | 1806 | 1821 | 1831 | 1836 | 1841 | 1846 | 1851 |
| ---- | ---- | ---- | ---- | ---- | ---- | ---- | ---- | ---- |
| 453  | 497  | 503  | 549  | 565  | 545  | 543  | 523  | 548  |

| 1856 | 1861 | 1866 | 1872 | 1876 | 1881 | 1886 | 1891 | 1896 |
| ---- | ---- | ---- | ---- | ---- | ---- | ---- | ---- | ---- |
| 548  | 524  | 532  | 514  | 421  | 407  | 411  | 440  | 379  |

| 1901 | 1906 | 1911 | 1921 | 1926 | 1931 | 1936 | 1946 | 1954 |
| ---- | ---- | ---- | ---- | ---- | ---- | ---- | ---- | ---- |
| 403  | 374  | 340  | 312  | 305  | 251  | 261  | 246  | 252  |

| 1962 | 1968 | 1975 | 1982 | 1990 | 1999 | 2006 | 2011 | 2016 |
| ---- | ---- | ---- | ---- | ---- | ---- | ---- | ---- | ---- |
| 216  | 204  | 199  | 182  | 209  | 206  | 202  | 197  | 212  |

| 2021 | 2022 | - | - | - | - | - | - | - |
| ---- | ---- | - | - | - | - | - | - | - |
| 226  | 233  | - | - | - | - | - | - | - |

### Manifestations culturelles et festivités
- Fête votive fin juillet[53].
- En août, « Le Beau C'est Festival » (9e édition en 2025) propose sur deux jours (vendredi et samedi) plusieurs concerts à Bosset[54].

## Économie

### Emploi
En 2015, parmi la population communale comprise entre 15 et 64 ans, les actifs représentent 101 personnes, soit 48,8 % de la population municipale. Le nombre de chômeurs (dix) a légèrement diminué par rapport à 2010 (onze) et le taux de chômage de cette population active s'établit à 9,7 %.

### Établissements
Au 31 décembre 2015, la commune compte vingt-neuf établissements, dont quatorze au niveau des commerces, transports ou services, huit dans l'agriculture, la sylviculture ou la pêche, trois relatifs au secteur administratif, à l'enseignement, à la santé ou à l'action sociale, deux dans la construction, et deux dans l'industrie.

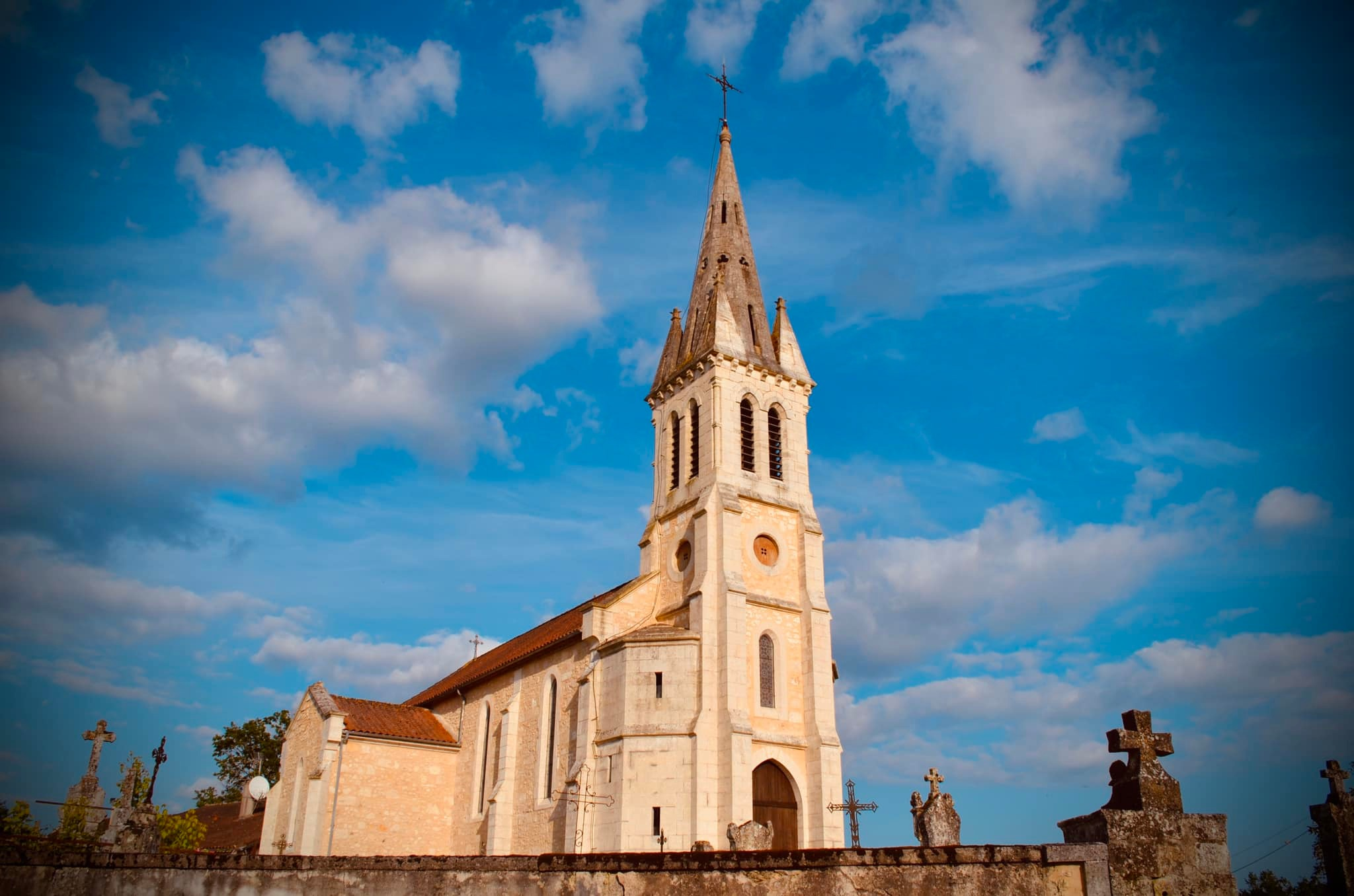

## Culture locale et patrimoine

### Lieux et monuments
- Église dédiée à saint Jacques le Majeur[58].

### Héraldique
| Blason de Bosset | Blason  | D’or à l’arbre sec arraché de sable, au chef d’azur chargé d’une coquille d’argent |
| Blason de Bosset | Détails | Le statut officiel du blason reste à déterminer.                                   |

## Pour approfondir